# Fiez
Fiez est une commune suisse du canton de Vaud, située dans le district du Jura-Nord vaudois.

## Géographie

### Localisation
Le territoire de la commune compte 680 hectares. Il a la particularité d’être partagé en deux : le territoire de plaine, à côté de Grandson, d’une surface de 240 hectares autour du village et d’une enclave de 440 hectares située sur le Jura, au nord-est du Chasseron, à la limite du Canton de Neuchâtel, comprenant les pâturages et les forêts de la Grandsonnaz, des Preisettes et des Dénériaz –Dessus. La commune n’a aucune propriété sur le territoire de montagne. Le point du territoire le plus bas se situe à 463 mètres, le plus haut à 1 558 mètres.
Les communes voisines de Fiez sont Giez, Grandson, Champagne, Fontaines-sur-Grandson pour sa partie est, Sainte-Croix, Bullet et Fontaine-sur-Grandson pour sa partie ouest.
La rivière l'Arnon passe au sud-ouest puis fait un coude et longe le sud-est de la commune.

## Histoire
L’origine du village est très ancienne. On le cite en 885, sous le nom de Fiaco, de Fyx en 1179, de Fie en 1228 et de Fiez dès 1453. On a trouvé des vestiges de l’époque romaine : meules de moulin, fragments de tuiles, colonnettes, murs et sculptures. Un lion de pierre, retrouvé lors de fouilles, daterait de la fin 1er ou du début du IIe siècle après Jésus-Christ, une copie orne la fontaine de la place du village.
Fiez fit partie de la seigneurie de Grandson, puis il passa au prieuré de saint Jean-Baptiste de Grandson, jusqu’à la Réforme. L’église du village, dont le porche s’abrite sous un tilleul plusieurs fois centenaire, était dédiée à Saint Clément. Son origine remonte au XIIe siècle. À la Réforme, en octobre 1531, elle passe au protestantisme. Autre trophée de cette époque, un somptueux coffre à valeurs ayant appartenu au vaincu de Grandson, Charles le Téméraire, est conservé à la salle de la Municipalité avec l’original du lion en pierre.
Fiez était le chef-lieu de la métralie comprenant les communes de Fontaines, Grandevent, Villars-Burquin, Mauborget et la famille Bornoz de Vaugondry, dont les biens furent partagés au XVIIIe siècle.
La métralie avait un conseil général qui se réunissait à Fiez à l’issue du service divin ; il était composé de deux conseillers de chacune des communes. Le gouverneur était choisi à tour de rôle dans les cinq communes. Fiez avait aussi sa cour de justice composée du lieutenant et de douze justiciers, six de Fiez et six de Fontaines.
En 1579, la jeunesse de la paroisse, alléguant que le nombre des arquebusiers augmenterait en peu de temps, demanda qu’on leur accorde quelques passe-temps. Leurs Excellences des deux villes souveraines, Berne et Fribourg, leur permirent de faire une enseigne à leurs frais : ce fut l’origine de la Compagnie des arquebusiers, dissoute au XIXe siècle. Elle a été reconstituée en 1981, sous le nom d’« Abbaye de la Métralie de Fiez » et recrute ses membres dans dix villages.

## Patrimoine bâti
Le temple de Fiez est reconstruit parallèlement au temple de Saint-Laurent, à Lausanne et selon le même plan, mais avec un important clocher-porche. Ce nouvel édifice remplace l'ancienne église Saint-Clément, d'origine médiévale. La conception du plan est due à l'architecte Jean-Gaspard Martin, d'Yverdon, les charpentiers Jonas Renaud et Henri Velticq réalisant les travaux. La date de 1717 est inscrite sur la clef de la porte principale. Restaurations modernes, notamment en 1958 par l'architecte Georges Cruchet.

## Population

### Surnom
Les habitants de la commune sont surnommés les Medze-Breci (soit les Mangeurs-de-Bricelets en patois vaudois),.

### Démographie
De 400 habitants en 1900, la population était tombée à 180 en 1967, pour remonter aujourd’hui à 409. Sont bourgeoises de Fiez les familles Garin, Gilliard, Maulaz, Maygeoz, Patthey et Quinche.
Bien que commune à vocation rurale, on n’y trouve plus que quatre exploitations agricoles. Le reste de la population active travaille à l’extérieur ou au service de l’artisanat local, orienté vers le travail du bois ou nouvelles technologies.

## Personnalités
- Charles Gilliard (1879-1944), historien, enseignant d'histoire et recteur d'université ;
- Edmond Gilliard (1875-1969), écrivain, enseignant et critique littéraire ;
- Frédéric Gilliard (1884-1967), architecte ;
- Pierre Gilliard (1879-1962), précepteur suisse des enfants de l'empereur Nicolas II[6].

## Viticulture
Du vaste vignoble de naguère, dans ces terres calcaires, lourdes et généreuses qui s’adossent aux contreforts du Jura tout proche, Il reste une douzaine d’hectares regroupés sur le meilleur coteau dominant l’Arnon. À l’exception d’un propriétaire encaveur de Lavaux, toute la production villageoise, de même que celle du vignoble communal (une pose), prend le chemin de la Cave des viticulteurs de Bonvillars pour y être vinifiée.